# Municipio de San Ildefonso Villa Alta
El municipio de San Ildefonso Villa Alta es uno de los 570 municipios que conforman al estado mexicano de Oaxaca. Pertenece al distrito de villa alta, dentro de la Región Sierra de Juárez. Su cabecera es la localidad de San Ildefonso Villa Alta.

## Geografía
El municipio abarca 99.36 km² y se encuentra a una altitud promedio de 1230 m s. n. m., oscilando entre 2600 y 500 m s. n. m.

## Demografía
De acuerdo al último censo, realizado por el INEGI en 2020, en el municipio habitan 5000 personas, repartidas entre 9 localidades.